# Mühlenmuseum Edenkoben
Das Mühlenmuseum Edenkoben ist in einer früheren Mühle der Stadt Edenkoben untergebracht und ist neben dem Museum für Weinbau und Stadtgeschichte eines von zwei Museen innerhalb der Stadt.

## Lage
Das Museum ist in der örtlichen Neumühle untergebracht. Diese befindet sich abseits des Siedlungsgebiets der Stadt innerhalb der Klosterstraße, die mit der Kreisstraße 6 identisch ist und die Hausnummer 173 trägt. Sie ist Teil der sich über rund drei Kilometer erstreckenden Denkmalzone Mühlbach. Letzterer bildet eine künstlich angelegte Ableitung des Triefenbachs und enthält ein Ensemble mehrerer Mühlen, von denen die Neumühle die am weitesten östlich liegende darstellt. Ebenfalls Teil der Denkmalzone ist das weiter westlich liegende in der Hollerschen Mühle untergebrachte Herrenhaus Edenkoben. In fast unmittelbarer östlicher Nachbarschaft liegt das frühere Kloster Heilsbruck. Weitere Institutionen im Einzugsgebiet der Denkmalzone sind das Künstlerhaus Edenkoben und das Waldhaus Edenkoben. Das Museum selbst ist von Weinbergen des Weinanbaugebiet Pfalz umgeben.

## Gebäude
Beim Gebäude handelt es sich um eine Dreiflügelanlage, die aus dem 19. Jahrhundert stammt. Es diente als Getreidemühle, die im Jahr 1957 stillgelegt wurde. 1980 wurde sie in eine Galerie umgewandelt.

## Geschichte
Das Museum wurde im Jahr 2001 eröffnet. Eine Besichtigung wird nach telefonischer Anmeldung angeboten.